# Los Planells (Torallola)
Los Planells són unes planes del terme municipal de Conca de Dalt, a l'antic terme de Toralla i Serradell, al Pallars Jussà, en territori que havia estat del poble de Torallola.
Es troben a l'extrem sud de l'antic terme de Toralla i Serradell, al sud del poble de Torallola, a ponent de Sant Joan de Vinyafrescal i al sud-est de Sensui. És a l'esquerra del barranc del Solà.